# Augusta Waldau
Charlotta Augusta Waldau, född 27 juni 1818 i Stockholm, död 25 oktober 1888 i Stockholm, var en svensk tecknare.
Hon var dotter till bankokommissarien Georg Waldau. Hennes konst består av teckningar utförda i svartkrita. Hon medverkade i mitten av 1800-talet i Konstakademiens utställningar. 